# Mads-Kristoffer Kristoffersen
Mads-Kristoffer Kristoffersen (født 24. maj 1983) er en dansk fodbolddommer, der siden 2011-12-sæsonen har dømt i den danske Superliga. 

## Karriere
Før oprykningen til Superligaen havde han haft en halv sæson i 2. division og dømt tre sæsoner i 1. division. Han debuterede i Superligaen den 24. juli 2011 i kampen mellem Lyngby Boldklub og SønderjyskE, der endte 0-1.
Efter at have dømt 22 kampe i Superligaen blev Kristoffersen i december 2012 udnævnt til FIFA-dommer, hvor han afløste Anders Hermansen, der indstillede sin dommerkarriere tidligere på året.